# ПМЗ-А-750

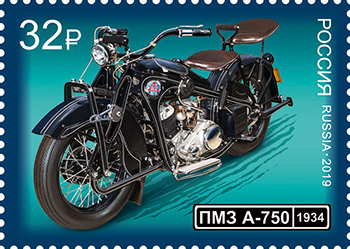
Мотоцикл ПМЗ А-750 на почтовой марке России 2019 года из серии «История отечественного мотоцикла».

ПМЗ-А-750 — первый советский тяжёлый мотоцикл. Выпускался серийно с 1934 по 1939 год на Подольском механическом заводе (ПМЗ). Всего было выпущено 4636 экземпляров.
Производился как в одиночном варианте, так и с коляской. Предназначался для нужд армии и для гражданской службы. Пример эксплуатации мотоцикла в колхозе показан героиней Марины Ладыниной в фильме «Трактористы».

## История
Постановлением ВСНХ от 5 октября 1931 года было принято решение о производстве в СССР мотоциклов для Красной армии. В конце того же года группа под руководством Петра Владимировича Можарова (создателя одной из самых ранних моделей «Иж») приступила к конструированию тяжелого двухцилиндрового мотоцикла с объёмом двигателя 750 куб.см.
Разработка велась в НАТИ, поэтому первое название мотоцикла стало НАТИ-А-750. Буква «А» обозначала, что данная версия может оснащаться коляской для использования на шоссейных и хороших грунтовых дорогах. Без коляски ограничения по качеству дорог отсутствовали. Число «750» соответствовало округленному значению рабочего объёма двигателя.

## Конструкция

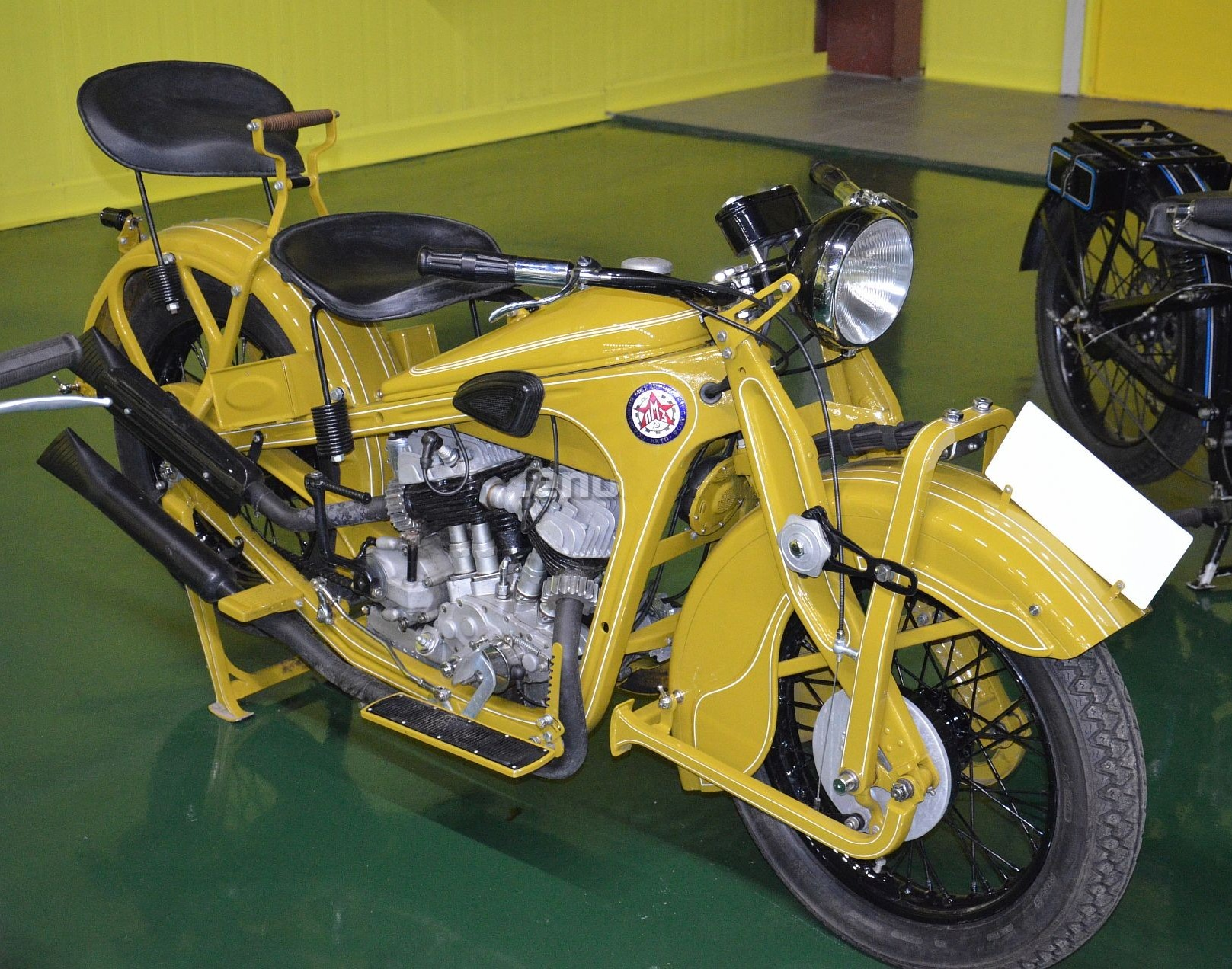
Мотоцикл ПМЗ-А-750. Самара, 2016 год.

В качестве прототипа конструкции ходовой части использовался мотоцикл BMW. Дуплексная рама из штампованных профилей, с вложенным внутрь бензобаком ёмкостью 21 литр, что было достаточно новаторски, работала с передней рессорной вилкой.
За базу двигателя избран V-образный нижнеклапанный 750-кубовый образец американской фирмы Harley-Davidson. При замкнутой системе циркуляционной смазки, масло подавалось шестеренчатым маслонасосом напрямую из картера двигателя. Механизм газораспределения состоял из шестерен и кулачков привода клапанов.
Коробка передач размещалась сверху двигателя и имела ручной рычаг переключения с левой стороны мотоцикла. Число передач — 3. Передаточные числа коробки передач: 3,03/1,75/1,00. Крутящий момент передавался на заднее колесо с помощью цепи.
Мотоцикл получился действительно передовым по заложенным в него идеям. Это единственный довоенный советский мотоцикл, имевший замок зажигания и приборный щиток. Его система зажигания содержала аккумулятор и генератор постоянного тока.

## Производство

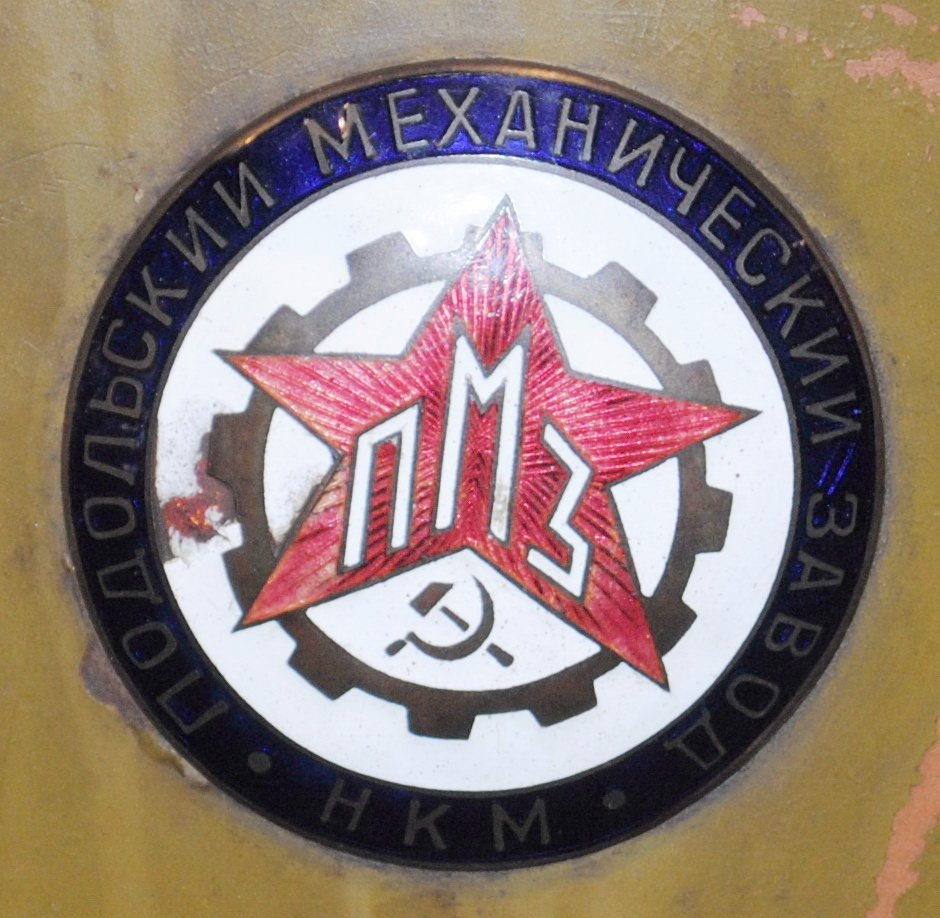
Эмблема ПМЗ на раме мотоцикла

Первая партия из 4 мотоциклов была собрана к 1 мая 1933 года в Ижевске на Опытном мотоциклетном заводе имени Автодора. После испытательного пробега Ижевск — Сарапул — Горький — Москва и проб на армейском полигоне, принято решение об организации серийного выпуска. Для чего вся необходимая документация была передана на Подольский механический завод (ПМЗ), где в марте 1934 года приступили к производству партии из 10 мотоциклов с окончательным названием ПМЗ-А-750. В июле того же года мотоциклы были продемонстрированы приезжавшему на завод наркому С. Орджоникидзе. После чего, была поставлена задача их выпуска в количестве не менее 1500 штук в год.
Реальная эксплуатация показала низкую надежность ПМЗ-А-750. Одной из причин являлась капризность регулятора опережения зажигания. Поэтому «ПМЗ» иногда расшифровывали «попробуй меня заведи». Кроме того, на скорости 40-50 км/ч могли возникать прогрессирующие вибрации переднего колеса такой силы, что руль вырывало из рук, мотоцикл переворачивался. Двигатель был неудачно сбалансирован и вибрировал, передачи переключались с большим трудом.
В 1939 году мотоцикл был снят с вооружения Красной Армии и с производства. На ПМЗ изготовление мотоциклов больше не возобновлялось, а силы страны были сориентированы на полный аналог немецкого BMW R 71, выпускавшийся в СССР под маркой М-72.

## Дополнительная информация

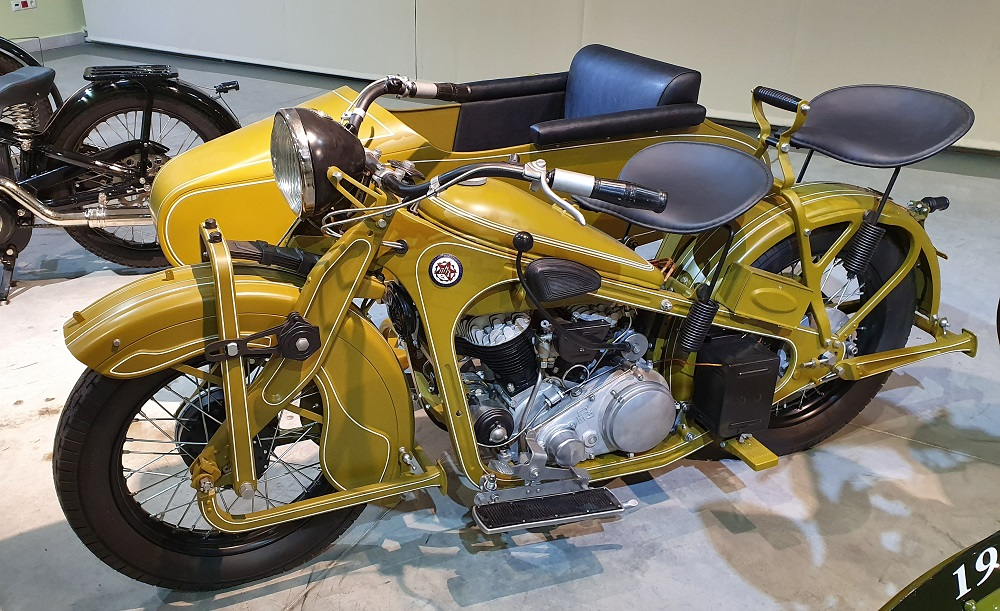
Мотоцикл ПМЗ-А-750 в Музее отечественной военной истории

- Тяжёлые мотоциклы ПМЗ-А-750, поступавшие для гражданских нужд, были сравнительно дороги[7]. Их цена в 1938 году составляла 7760 рублей. Для сравнения цена массового лёгкого Л-300 была 3360 рублей, а ИЖ-7 стоил 3300 рублей.
- Мотоциклы ПМЗ-А-750 использовались для спортивных соревнований[7]. Двигатели форсировались до 25 л. с. при 4500 об/мин, что давало возможность достигать 145 км/час. В СССР на них выступали: Я. Грингаут, И. Кривошеев, А. Кулаков, А. Мешалова, Л. Свиридова.